# Errol Dyers
Errol Charles Dyers (Kaapstad, 29 maart 1952 – aldaar, 21 juli 2017) was een Zuid-Afrikaanse jazzgitarist. Hij gold als een van de leidende exponenten van de Cape jazz.

## Biografie
Dyers stamde uit een muzikale familie: zijn opa's, vader, oom en broer speelden gitaar. Hij werd beïnvloed door de Kwela Kids en door Abdullah Ibrahim. Hij speelde in de groepen van Winston Mankunku/Chris Schilder en Basil Coetzee. In 1990 toerde hij met Ibrahim, Robbie Jansen, Basil Coetzee, Johnny Mekoa en Monty Weber in Groot-Brittannië, waar hij ook opnames maakte voor de BBC. Hierna werd in Kaapstad met deze bezetting voor het label Enja het album Mantra Mode (1991) opgenomen, uitgekomen onder Ibrahim's naam.
Met Paul Hanmer, McCoy Mrubata, Sipho Gumede en Frank Paco vormde Dyers de Sheer All Stars, die twee platen maakten (Indibano, 1999, en Live at the Blue Room). Tevens was hij lid van de Cape Jazz Band van drummer Jack Momple, die het album Musical Democracy maakte.
Onder eigen naam kwamen van Dyers vanaf 1997 de albums Sonesta, Kou Kou Wa en Best of Errol Dyers and Friends (2003) uit. Tot zijn kwartet behoorden pianist George Werner, bassist Peter Ndlala en drummer Carlo Fabe. Tevens werkte hij in een trio met Steve Newman en zangeres Angel Rose. Een hoogtepunt van zijn loopbaan was zijn optreden tijdens het Cape Town International Jazz Festival van 2013. Enkele van zijn composities staan op de compilatie Cape Jazz 3, die in 2007 verscheen.
Hij overleed op 65-jarige leeftijd aan COPD.

## Discografie (selectie)
- Lionel Beukes, Sammy Hartman, Monty Weber, Basil Coetzee, Errol Dyers, Monwabisi Remember – District 6 (1976)
- Kou Kou Wa (1999)
- Abdullah Ibrahim  Mantra Mode (Enja 1991, met Johnny Mekoa, Basil Coetzee, Robbie Jansen, Spencer Mbadu, Monty Weber)